# Superlópez
Pour plus de détails, voir Fiche technique et Distribution.
Superlópez est une comédie espagnole créée en 2018, dirigé par Javier Ruiz Caldera et mettant en vedette Dani Rovira basée sur le personnage de bande dessinée de Jan (es).
Cette comédie est une parodie du film Superman

## Synopsis
Des années plus tard, López a la trentaine et a une vie normale en utilisant ses pouvoirs uniquement lorsque personne ne regarde. Dans son bureau, son patron et ami Jaime engage Luisa. Jaime s'intéresse de manière romantique à Luisa, mais elle s'intéresse davantage à López et ils vont tous les deux à un rendez-vous. Après la date, un métro perd le contrôle et López parvient à l'arrêter. Des images de ce sauvetage sont vues par Ágata, qui est maintenant le propriétaire de la plus grande entreprise technologique au monde.

## Distribution
- Dani Rovira : Superlópez
- Alexandra Jiménez : Luisa Lanas
- Julián López : Jaime González
- Pedro Casablanc : père adoptif de López
- Gracia Olayo : mère adoptive de López
- Maribel Verdú : Ágata Müller
- Ferran Rañé : Skorba
- Gonzalo de Castro : Jan, père biologique de López

## Réception

### Box office
Le film a connu le meilleur week-end d'ouverture de 2018 après sa sortie le 23 novembre 2018, totalisant 2,3 millions d'euros sur une fréquentation de 377501. Après seulement deux semaines de sa sortie, le film avait rapporté plus de 7 millions d'euros le 10 décembre 2018, ce qui en faisait le troisième film espagnol le plus rentable de 2018. À la fin de l'année, avec une boîte - prenant un bureau de 10,3 millions d'euros, il était devenu le deuxième film espagnol le plus rentable de 2018 en Espagne, après Champions .

### Critique
Le film a reçu des critiques généralement positives. Oti Rodríguez dans ABC News le décrit comme « un croisement surréaliste entre le sainete, le grotesque et la plaisanterie sur une affaire sérieuse (Superman) qui a complètement perdu toute trace de sensibilité ». Beatriz Martínez dans El Periódico dit qu'il s'agit d'une « comédie intelligente d'aventures qui, à travers un rythme addictif, réfléchit sur l'idiosyncrasie, la médiocrité et la bassesse espagnoles en tant que moteurs de notre société ».Plus négatif est Javier Ocaña à El País qui dit « Rien ne va pas : ni les interprètes ni les situations ni les dialogues ni la direction. Et, néanmoins, pas une grimace, car rien n'est assez bon pour provoquer une certaine réjouissance ».